# Anton Mangold

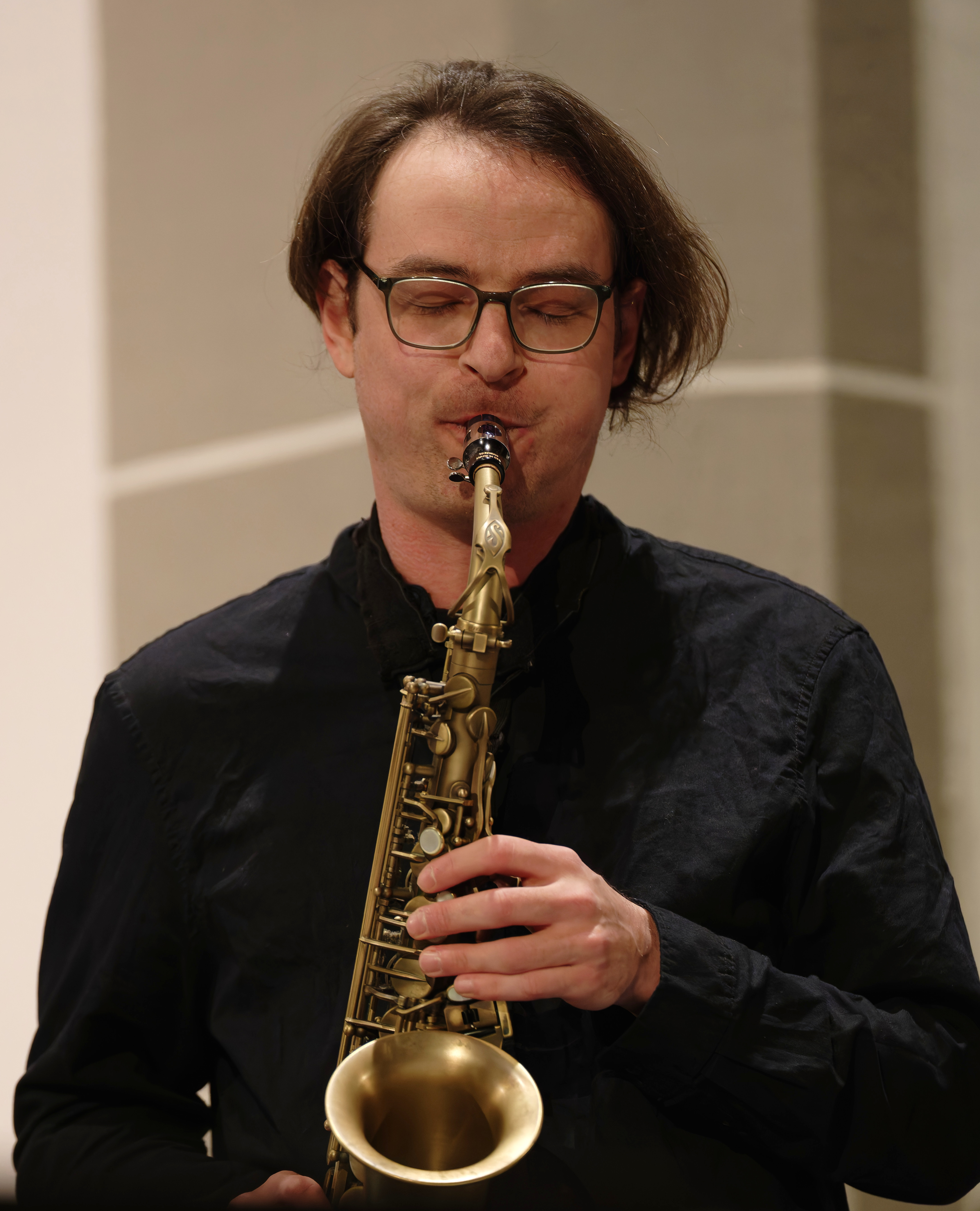
Roland Neffe mit dem Rebecca Trescher Tentett in der Stadtkirche Darmstadt am 14. Februar 2025

Anton Mangold (* 21. August 1991 Schweinfurt) ist ein deutscher Harfenist und Jazz- und Fusionmusiker (Alt- und Sopransaxophon, Komposition).

## Leben und Wirken
Mangold begann mit acht Jahren, Harfe zu lernen. Noch während seiner Schulzeit erhielt er eine Ausbildung als Jungstudent an der Hochschule für Musik Würzburg. Dort studierte er von 2011 bis 2015 im Bachelorstudiengang. Sein Harfenstudium bei Giselle Herbert und Andreas Mildner schloss er 2018 ab, indem er in Würzburg den „Master of Music“ erwarb. Gleichzeitig studierte er Jazzsaxophon an den Hochschulen in Würzburg und Köln (wo er 2018 mit dem Master abschloss).
Seit 2014 arbeitete Mangold als Harfenist im kammermusikalischen Duo mit der Flötistin Chen Shen; sie interpretieren Kompositionen der Barockmusik genauso wie Musik des französischen Impressionismus und weitere Werke des 20. Jahrhunderts. Das Duo veröffentlichte 2019 eine erste CD Suite en Duo bei Doctor Heart.
Als Saxophonist gründete Mangold 2014 ein Fusionquartett mit Felix Schneider (Piano), Theodor Spannagel (Bass) und Zhitong Xu (Schlagzeug). Nach dem Debütalbum Bejing Underground aus dem Jahr 2017 legte er mit seinem Quartett 2020 bei Doctor Heart das zweite Album Da Xia vor. Zu seinem Album Oracle (2023) holte er neben seinem Quartett, zu dem am Schlagzeug Bastian Jütte gehörte, die Sängerin Yumi Ito, den Gitarristen Zhihan Xu und den Vibrafonisten Roland Neffe.
Überdies gehörte Mangold auf Harfe und Saxophon zu den Ensembles von Rebecca Trescher, mit der die Alben Floating Food und Where We Go entstanden, auf der Harfe zum Quintett von Volker Heuken (Shepherd Moon, 2019) und als Saxophonist zum Quartett von Shuteen Erdenebaatar. Mit Izabella Effenberg trat er 2021 bei Women in Jazz auf und spielte ihr Album Impressions in Colours ein.

## Preise und Auszeichnungen
Mangold wurde 2012, 2013 und 2014 mit ersten Preisen beim Jazzwettbewerb der musikalischen Akademie Würzburg ausgezeichnet. 2017 bekam er den Kulturförderpreis der Stadt Schweinfurt; im selben Jahr gewann er mit seinem Anton Mangold Quartett den Jungen Deutschen Jazzpreis. Mit Rebecca Treschers Ensemble 11 wurde ihm der Bayerische Kunstförderpreis 2017 verliehen. Beim Jungen Münchner Jazzpreis 2020, dessen Finale erst im Sommer 2021 ausgetragen werden konnte, kam er mit seinem Quintett auf den zweiten Platz und wurde für sein herausragendes und facettenreiches Spiel mit dem Solistenpreis ausgezeichnet.